# Heliconius peruana
Heliconius peruana är en fjärilsart som beskrevs av Carl Heinrich Hopffer 1879. Heliconius peruana ingår i släktet Heliconius och familjen praktfjärilar. Inga underarter finns listade i Catalogue of Life.